# Jaki Byard
John A. "Jaki" Byard (Worcester, Massachusetts, 15 de junio de 1922 - Nueva York, 11 de febrero de 1999) fue un pianista, saxofonista, trompetista, trombonista, contrabajista, violinista, guitarrista, arreglista y compositor estadounidense de jazz.

## Historial
En 1938 comienza tocando como trompetista con una orquesta local, llamada "Freddie Bates & His Nighthawks", con la que permanece hasta 1941, tocando ya el piano. Durante su servicio militar, entre 1942 y 1946, trabaja con Kenny Clarke y Ernie Washington, con quienes toca el trombón y hace arreglos. Después, toca con Earl Bostic y permanece un tiempo en Canadá, donde aprende a tocar el saxo alto y toca con Sam Rivers. Instalado en Boston, tocará nuevamente con Bostic, y con Jimmy Tyler, ya en los primeros años 1950, así como en solitario, en distintos clubs de la ciudad. Después, trabajó con Charlie Mariano, Serge Chaloff y Maynard Ferguson. 
Su primer disco como titular, lo graba en 1959, aunque no se editaría hasta 1979, en Japón. Ya en la década de 1960, se instala en Nueva York, tocando en solitario, y participando en los grupos de Charles Mingus, Art Blakey, Eric Dolphy, Booker Ervin, Roland Kirk, etc. A finales de los años 1960, se convierte al Islam y comienza a dedicar gran parte de su tiempo a la enseñanza, aunque no deja de realizar extensas giras por Japón, China y Oceanía. a finales de la década de 1970, dirige simultáneamente dos big bands, una en Boston y otra en Nueva York.
Falleció en 1999 como consecuencias de las heridas causadas por un disparo de revólver, en circunstancias no esclarecidas.

## Estilo
De todos los instrumentos que tocaba, es sin duda el piano en el que ha obtenido mayor reconocimiento, por su originalidad, y su poderosa y percusiva mano izquierda, con ecos de Thelonius Monk. Su estilo, dentro de la corriente del hard bop, se caracteriza por la capacidad para ensamblar la tradición y la vanguardia.

## Discografía

### Como líder
- 1960: Blues for Smoke (Candid)
- 1961: Here's Jaki (New Jazz)
- 1962: Hi-Fly (New Jazz)
- 1964: Out Front! (Prestige)
- 1965: Jaki Byard Quartet Live! (Prestige)
- 1965: The Last from Lennie's - con Joe Farrell (Prestige) - editado en 2003
- 1966: Freedom Together! (Prestige)
- 1967: On the Spot! (Prestige)
- 1967: Sunshine of My Soul (Prestige)
- 1968: Jaki Byard with Strings! (Prestige)
- 1968: The Jaki Byard Experience (Prestige)
- 1969: Solo Piano (Prestige)
- 1971: Live at the Jazz'Inn (Futura)
- 1971: Parisian Solos (Futura)
- 1972: Duet! - con Earl Hines (MPS)
- 1972: There'll Be Some Changes Made (Muse)
- 1976: Flight of the Fly (Le Chant du Monde)
- 1978: Family Man - con Major Holley, J. R. Mitchell, Warren Smith (Muse)
- 1978: Sunshine of My Soul: Live at Keystone Corner (HighNote)
- 1979: A Matter of Black and White (HighNote)
- 1981: Improvisations con Ran Blake (Soul Note)
- 1981: To Them - To Us (Soul Note)
- 1984: Live at the Royal Festival Hall - con Howard Riley (Leo)
- 1984: Phantasies con The Apollo Stompers (Soul Note)
- 1988: Phantasies II con The Apollo Stompers (Soul Note)
- 1988: Foolin' Myself (Soul Note)
- 1991: Jaki Byard at Maybeck (Concord)
- 1996: The Changes of Life (Meldac)
- 1997: This Happening - con Michael Marcus (JustIn Time)
- 1997: Night Leaves - con David Eyges (Brownstone)
- 1998: July in Paris (Jazzfriends / Fairplay)

### Como acompañante
con Don Ellis
- How Time Passes (1960)

con Eric Dolphy
- Far Cry (1960)
- Outward Bound (1960)

con Booker Ervin
- The Freedom Book (1963)
- The Space Book (Prestige, 1964)
- Groovin' High (Prestige, 1963-64)
- The Trance (Prestige, 1965)
- Heavy!!! (Prestige, 1966)

con Roland Kirk
- Rip Rig & Panic (1965)

con Charles Mingus
- The Black Saint and the Sinner Lady (Impulse!, 1963)
- Mingus Mingus Mingus Mingus Mingus (Impulse!, 1963)
- Town Hall Concert (Fantasy, 1964)
- The Great Concert of Charles Mingus (America, 1964)
- Mingus at Monterey (Jazz Workshop, 1964)
- Astral Weeks (1964)
- Charles Mingus Sextet with Eric Dolphy Cornell, 1964 (Blue Note, editado en 2007)

con Dannie Richmond
- "In" Jazz for the Culture Set (Impulse!, 1965)

con Sam Rivers
- Fuchsia Swing Song (Blue Note, 1964)

con Phil Woods
- Musique du Bois (Muse, 1974)